# Бузмаковская
 Бузмаковская  — деревня в Афанасьевском районе Кировской области в составе Пашинского сельского поселения.

## География
Расположена на расстоянии примерно 7 км на юг по прямой от райцентра поселка Афанасьево на правобережье реки Кама.

## История
Известна с 1727 года как деревня Бузмаковых из 6 дворов. В 1873 году учитывалась как большая деревня Бузмаковская, состоящая из 5 починков (всего 45 дворов и 395 жителей), в 1905 58 и 444, в 1926 (Бузмаковы или Пермяково) 23 и 149, в 1950 (уже Бузмаковская) 27 и 111, в 1989 32 жителя.  

## Население
Постоянное население составляло 17 человек (русские 100%) в 2002 году, 14 в 2010.